# 2000 en Inde
Chronologie de l'Inde
- 1996
- 1997
- 1998
- 1999
- 2000
- 2001
- 2002
- 2003
- 2004

Cette page concerne les évènements survenus en 2000 en Inde :

## Évènement
- Loi sur le contrôle des crimes organisés au Karnataka (en)
- 22 février : Résolution de la Commission nationale chargée de revoir le fonctionnement de la Constitution (en)
- 27 février : Décapitation de Bhausaheb Maruti Talekar (en)  (bilan : 7 morts dont un soldat décapité).
- 20 mars : Massacres de Chattisinghpora, Pathribal, and Barakpora (en)  (bilan : 49 morts)
- 21 mars : Lancement du satellite INSAT-3B (en).
- 20 mai : Massacre de Bagber (en) (bilan : 25 morts)
- 17 juillet : Crash du Vol Alliance Air 7412 à Calcutta.
- 27 juillet : Massacre de Nanoor (en) (bilan : 11 morts)
- 1er-2 août : Massacre du pèlerinage d'Amarnath (en) (bilan : 89 à 105 morts - 620 blessés)
- 15 août : Lancement du plan national Pradhan Mantri Gram Sadak Yojana (en)  visant à fournir une bonne connectivité routière tous temps aux villages non connectés.
- 17 octobre : Loi sur les technologies de l'information (en)
- 30 décembre : Loi sur la justice juvénile (soin et protection des enfants) (en)

## Cinéma
- Nandi Awards de 2000 (en)
- 1er février : 46e cérémonie des National Film Awards (en)
- 13 février : 45e cérémonie des Filmfare Awards
- 24 juin : 1re cérémonie des International Indian Film Academy Awards à Londres.

### Sorties de films
- Alai Payuthey
- Chal Mere Bhai
- Champion
- Dhadkan
- Dhaai Akshar Prem Ke
- Dulhan Hum Le Jayenge
- Fiza
- Gaja Gamini
- Har Dil Jo Pyar Karega...
- Hey Ram
- Hum To Mohabbat Karega
- Josh
- Jungle
- Kadhalan
- Kaho Naa… Pyaar Hai
- Kandukondain Kandukondain
- Kunwara
- Kya Kehna
- Mela
- Mission Kashmir
- Mohabbatein
- Pandavas: The Five Warriors
- Pennin Manathai Thottu
- Phir Bhi Dil Hai Hindustani
- Raju Chacha
- Refugee
- Shikari
- Sinbad: Beyond the Veil of Mists
- Tera Jadoo Chal Gayaa

## Littérature
- Kitne Pakistan (en) de Kamleshwar (en)
- Le Palais des miroirs d'Amitav Ghosh
- Small Remedies (en) de Shashi Deshpande
- The Mammaries of the Welfare State (en) d'Upamanyu Chatterjee

## Sport
- Championnat d'Inde de football 1999-2000
- Championnat d'Inde de football 2000-2001
- 15 septembre-1er octobre : Participation de l'Inde aux Jeux olympiques d'été à Melbourne.
- 3-9 novembre : Tournoi de tennis de Chennai
- 25 novembre-27 décembre : Championnat du monde de la Fédération internationale des échecs à New Delhi.
- 11-17 décembre : Doubles des Masters de tennis masculin à Bangalore.

## Naissance
- Sparsh Khanchandani (en), actrice.
- Ayush Mahesh Khedekar, acteur.
- Mugdha Vaishampayan (en), finaliste du spectacle musical Sa Re Ga Ma Pa Marathi L'il Champs (en).

## Décès
- Lala Amarnath (en), joueur de cricket.
- Bahadoor (en), acteur.
- Vakkom Majeed (en), combattant pour la liberté et personnalité politique.
- Balan K. Nair (en), acteur.
- Balivada Kantha Rao, romancier.
- Priya Rajvansh (en), actrice.
- K. N. Singh (en), acteur.
- Chidambaram Subramaniam (en), personnalité politique.